# گیاه چندساله

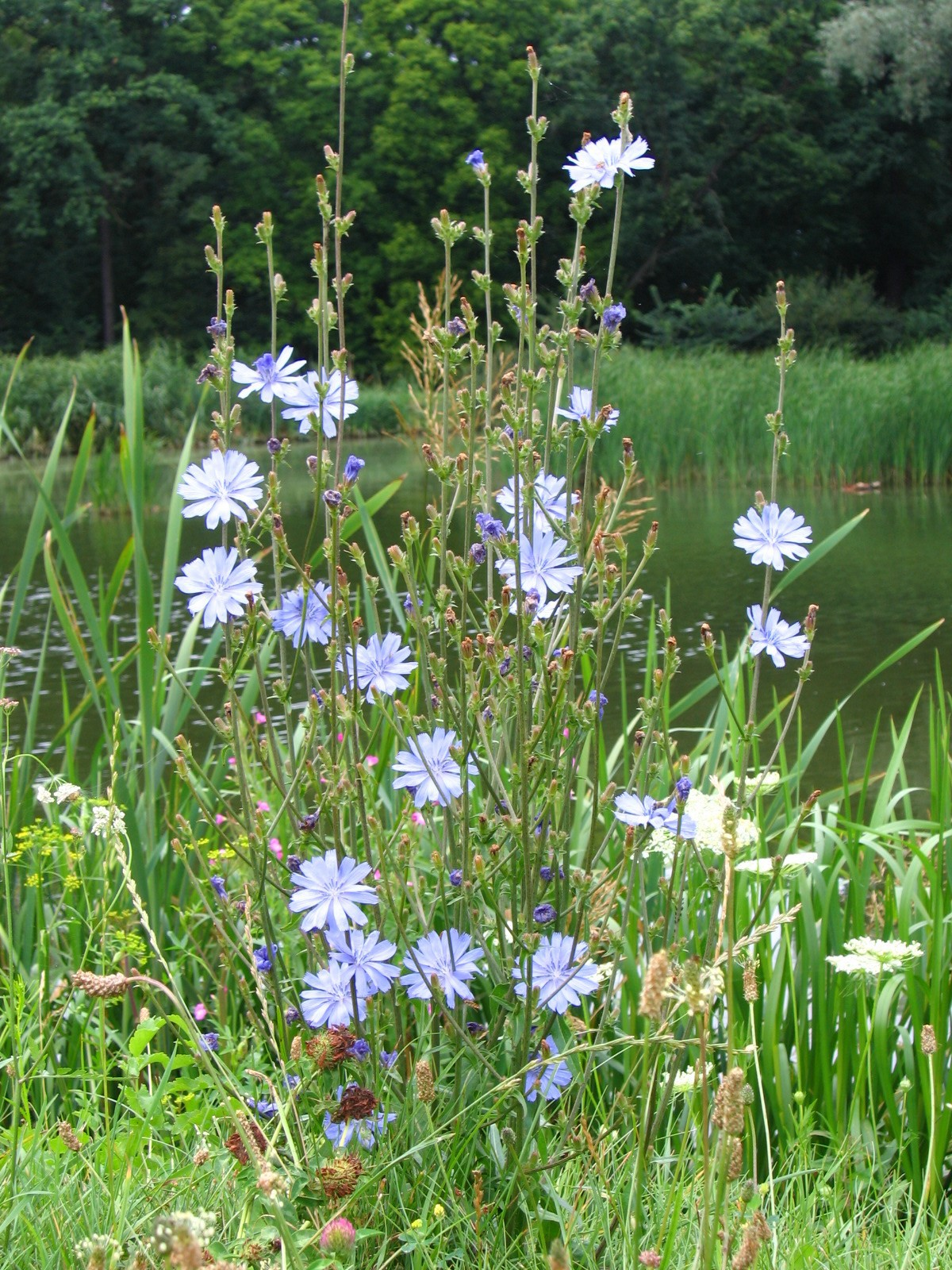
کاسنی دشتی، نمونه‌ای از یک گیاه علفی پایا

گیاهان چندساله یا گیاهان پایا (به انگلیسی: Perennial plant)، گیاهانی با طول عمر بیش از ۲ سال هستند. این نام‌گذاری برای تفکیک این نوع گیاهان با طول عمر بیش از ۲ سال از دیگر گیاهان با طول عمرهای دوساله و یک‌ساله پدید آمده‌است. همچنین این نام‌گذاری نشان‌دهندهٔ تفاوت میان گیاهانی با قسمت‌های چوبی و گیاهان بدون قسمت‌های چوبی است که معمولاً گیاهان پایا قسمت‌های چوبی بیشتری دارند. گیاهان پایا می‌توانند دارای عمری کوتاه (تنها چند سال) یا مانند درختان دارای عمری بلند باشند. گیاهان پایا در مناطق گرم‌تر و شرایط مناسب آب و هوایی بسته به فصل رویششان بیشترین میزان رشد را می‌توانند داشته باشند. برخی از گیاهان پایا می‌توانند همیشه‌سبز باشند مانند درخت کاج.

## گیاهان علفی پایا
گیاهان علفی پایا گیاهان علفی هستند با طول عمری بیش از ۲ سال. این نام‌گذاری برای تفکیک این نوع گیاهان علفی با طول عمر بیش از ۲ سال از دیگر گیاهان علفی با طول عمرهای ۲ ساله و یک ساله پدید آمده‌است. همچنین این نامگذاری نشان دهندهٔ تفاوت میان گیاهان علفی با قسمت‌های چوبی و گیاهان علفی بدون قسمت‌های چوبی است که معمولاً گیاهان علفی پایا قسمت‌های چوبی بیشتری دارند.
گیاهان علفی پایا عبارت‌اند از اعضای خانوادهٔ سوسن و زنبق، انواع عادی سوسن که شامل لاله، سنبل، پیاز، سیر و سوسن‌های حقیقی هستند. توت‌فرنگی نیز از جمله گیاهان پایایی است که با ایجاد ساقه‌های رونده تولید مثل می‌کنند. هر بوتهٔ جدید توت‌فرنگی در سال اول دسته‌ای از برگ و گل و میوه و ساقه‌های رونده تولید می‌کند، در سال بعد بعضی از بذرهای گیاه ممکن است برویند و ساقه‌های رونده آن هم ریشه می‌دوانند و به تدریج بوته‌های تازه به وجود می‌آیند. این فرایند هر سال ادامه می‌یابد. توت‌فرنگی‌هایی که برای خوردن استفاده می‌شوند در واقع ساقهٔ سرخ و گوشتالود گیاه، و تخمه‌های بسیار کوچکی که در سطح قسمت گوشتالود ساقه فرورفته‌اند، میوه‌های حقیقی بوتهٔ توت‌فرنگی هستند.